# Ty - Zirka!
Ty - Zirka! (in ucraino Ти – Зiрка!?) è stato un programma televisivo ucraino, di genere talent show musicale, andato in onda dal 28 gennaio all'11 marzo 2006. Il programma è stato organizzato e trasmesso sull'emittente radiotelevisiva ucraina Nacional'na Teleradiokompanija Ukraïny (NTU) per selezionare il rappresentante nazionale all'Eurovision Song Contest 2006 ad Atene.
La vincitrice è stata Tina Karol', che ha poi rappresentato la nazione all'Eurovision con il brano Show Me Your Love.

## Organizzazione
Dopo aver ospitato l'Eurovision Song Contest 2005 a Kiev, il 6 novembre 2005 l'emittente ucraina Nacional'na Teleradiokompanija Ukraïny (NTU) ha confermato la partecipazione del paese all'edizione 2006 del concorso canoro, annunciando l'organizzazione di un nuovo programma televisivo per la selezione del rappresentante nazionale, dal titolo Ty - Zirka!, adattamento nazionale del programma irlandese You're a Star, anch'esso utilizzato per la scelta del rappresentante eurovisivo dal 2003 al 2005.
La competizione si è tenuta in quattro serate: le prime tre sono dedicate alle fasi eliminatorie, ove i 12 partecipanti si sono sfidati per ottenere uno dei tre posti disponibili per la finale, ove la combinazione di voto della giuria e televoto, ha determinato il rappresentante dell'Ucraina all'Eurovision Song Contest 2006.

### Giuria
La giuria è stata composta da:
- Olena Mozhova, produttrice musicale;
- Serhij Kuzin, direttore generale di Hit FM;
- Eduard Klim, direttore generale di Lavina Music;
- Ol'ha Strukova, stilista.

Mentre i giudici ospiti nelle audizioni sono stati:
- Natalija Mohylevs'ka, cantante; (Černihiv)
- Andrij Kuz'menko, cantautore e poeta; (Poltava)
- Al'ona Vinnyc'ka, cantante e presentatrice televisiva; (Dnipro)
- Iryna Bilyk, cantante; (Odessa)
- Viktor Pavlik, cantante; (Černivci)
- Oleksandr Ponomar'ov, cantante e rappresentante dell'Ucraina all'Eurovision Song Contest 2003. (Kiev)

## Partecipanti
Gli aspiranti partecipanti hanno potuto prendere parte ad apposite audizioni organizzate nelle città ucraine di Černihiv, Poltava, Dnipro, Odessa, Černivci e Kiev, dove una giuria composta da i quattro giudici del programma, più un giudice ospite, ha selezionato i 12 finalisti (2 per città) tra i 360 aspiranti, che avrebbero successivamente preso parte alla selezione televisiva.
| Città    | Data             | Concorrenti                                 |
| -------- | ---------------- | ------------------------------------------- |
| Černihiv | 6 dicembre 2005  | - Irina Rosenfeld - Natalija Volkova        |
| Poltava  | 8 dicembre 2005  | - Darija Minjejeva - Jevhenija Sacharova    |
| Dnipro   | 10 dicembre 2005 | - Anastasija Lušnikova - Volodymyr Tkačenko |
| Odessa   | 12 dicembre 2005 | - Kyryll Turyčenko - Stanislav Konkin       |
| Černivci | 15 dicembre 2005 | - Hanna Kochančyk - Taras Dobrovols'kyj     |
| Kiev     | 23 dicembre 2005 | - Ol'ha Svyrydenko - Tina Karol'            |

## Puntate
Le puntate eliminatorie si sono svolte in tre serate, il 28 gennaio, l'11 ed il 25 febbraio 2006 e ha visto competere i 12 partecipanti partecipare a tre serate a tema. Ad ogni puntata il voto combinato del pubblico e della giuria d'esperti ha determinato l'eliminazione di tre concorrenti.
In seguito al ritiro di Ol'ha Svyrydenko per motivi di salute, durante la seconda puntata sono stati eliminati solo i due concorrenti che hanno ricevuto meno consensi.

### Prima puntata
- Data: 28 gennaio 2006
- Tema della puntata: Ukrainian Hits

| #  | Artista              | Canzone (Cantante originale)            | Punteggio | Punteggio | Punteggio | Posizione |
| #  | Artista              | Canzone (Cantante originale)            | Giuria    | Televoto  | Totale    | Posizione |
| -- | -------------------- | --------------------------------------- | --------- | --------- | --------- | --------- |
| 1  | Taras Dobrovols'kyj  | Vos'myj kolip (Motor'rolla)             | 9         | 3         | 12        | 7         |
| 2  | Ol'ha Svyrydenko     | Spy sobi sama (Skrjabin)                | 5         | 4         | 9         | 9         |
| 3  | Irina Rosenfeld      | Panno kochannja (Taïsija Povalij)       | 10        | 8         | 18        | 3         |
| 4  | Darija Minjejeva     | Matematyka (Druha Rika)                 | 1         | 1         | 2         | 12        |
| 5  | Stanislav Konkin     | Ja sošel s uma (Tabula Rasa)            | 12        | 2         | 14        | 5         |
| 6  | Kyryll Turyčenko     | Varto čy ni (Oleksandr Ponomar'ov)      | 11        | 11        | 22        | 1         |
| 7  | Tina Karol'          | Fajne misto Ternopil' (Braty Hadjukiny) | 8         | 12        | 20        | 2         |
| 8  | Anastasija Lušnikova | Stereosystema (Green Grey)              | 2         | 7         | 9         | 11        |
| 9  | Hanna Kochančyk      | Dity svitla (Gaitana)                   | 4         | 9         | 13        | 6         |
| 10 | Jevhenija Sacharova  | Misjac' (Natalija Mohylevs'ka)          | 3         | 6         | 9         | 10        |
| 11 | Natalija Volkova     | Serce (Oleksandr Ponomar'ov)            | 7         | 10        | 17        | 4         |
| 12 | Volodymyr Tkačenko   | Tam, de ty je (Ani Lorak)               | 6         | 5         | 11        | 8         |

### Seconda puntata
- Data: 11 febbraio 2006
- Tema della puntata: World Hits

| # | Artista             | Canzone (Cantante originale)              | Punteggio | Punteggio | Punteggio | Posizione |
| # | Artista             | Canzone (Cantante originale)              | Giuria    | Televoto  | Totale    | Posizione |
| - | ------------------- | ----------------------------------------- | --------- | --------- | --------- | --------- |
| 1 | Natalija Volkova    | The Look (Roxette)                        | 5         | 11        | 16        | 6         |
| 2 | Kyryll Turyčenko    | Always (Bon Jovi)                         | 10        | 9         | 19        | 3         |
| 3 | Taras Dobrovols'kyj | I've Been Thinking About You (Londonbeat) | 6         | 5         | 11        | 8         |
| 4 | Irina Rosenfeld     | Dancing Queen (ABBA)                      | 11        | 10        | 21        | 1         |
| 5 | Stanislav Konkin    | Sunshine Reggae (Laid Back)               | 9         | 7         | 16        | 5         |
| 6 | Hanna Kochančyk     | Hot Stuff (Donna Summer)                  | 8         | 6         | 14        | 7         |
| 7 | Volodymyr Tkačenko  | They Won't Go When I Go (George Michael)  | 12        | 8         | 20        | 2         |
| 8 | Tina Karol'         | Je t'aime (Lara Fabian)                   | 7         | 12        | 19        | 4         |

### Terza puntata
- Data: 25 febbraio 2006
- Tema della puntata: Eurovision Song Contest Hits
- Ospite: Anžej Dežan (Rappresentante della Slovenia all'Eurovision Song Contest 2006)
- Canzoni cantate dall'ospite: Mr. Nobody (Anžej Dežan)

| # | Artista            | Canzone (Cantante originale)                 | Punteggio | Punteggio | Punteggio | Posizione |
| # | Artista            | Canzone (Cantante originale)                 | Giuria    | Televoto  | Totale    | Posizione |
| - | ------------------ | -------------------------------------------- | --------- | --------- | --------- | --------- |
| 1 | Tina Karol'        | I Control You (Joy Fleming)                  | 9         | 12        | 21        | 2         |
| 2 | Kyryll Turyčenko   | In Your Eyes (Niamh Kavanagh)                | 12        | 9         | 21        | 1         |
| 3 | Irina Rosenfeld    | Ding-a-dong (Teach-In)                       | 10        | 10        | 20        | 3         |
| 4 | Natalija Volkova   | Hasheket shenish'ar (Shiri Maimon)           | 7         | 11        | 18        | 5         |
| 5 | Stanislav Konkin   | Save Your Kisses for Me (Brotherhood of Man) | 8         | 7         | 15        | 6         |
| 6 | Volodymyr Tkačenko | Why? (Geir Rönning)                          | 11        | 8         | 19        | 4         |

## Finale
La finale si è tenuta presso gli studi televisivi di NTU di Kiev. Lo show è stato presentato da Marija Orlova e Ihor Posypajko, ed è stato trasmesso su Peršyj Nacional'ni. Durante la serata i tre finalisti si sono esibiti con gli inediti con cui prenderanno parte all'Eurovision Song Contest.
Palina Smolava, rappresentante della Bielorussia all'Eurovision Song Contest 2006, si è esibita come ospite durante la serata con il brano Mum.
Tina Karol' è stata proclamata vincitrice trionfando sia nel televoto che nel voto della giuria.
| # | Artista          | Titolo                | Punteggio | Punteggio | Punteggio | Punteggio | Posizione |
| # | Artista          | Titolo                | Giuria    | Televoto  | Televoto  | Totale    | Posizione |
| - | ---------------- | --------------------- | --------- | --------- | --------- | --------- | --------- |
| 1 | Kyryll Turyčenko | Boombox               | 11        | 1 659     | 10        | 21        | 3         |
| 2 | Tina Karol'      | I Am Your Queen       | 12        | 8 755     | 12        | 24        | 1         |
| 3 | Irina Rosenfeld  | You Give Me Your Love | 10        | 2 397     | 11        | 21        | 2         |

## Controversie
La partecipazione di Tina Karol' come concorrente a Ty - Zirka! ha portato ad accuse di imparzialità dovute alla decisione dell'emittente NTU di permettere ad un'artista già affermata di competere al talent insieme ad artisti amatoriali e, al tempo, sconosciuti al pubblico. Un gruppo di artisti ucraini guidati dalla presidenza dell'Istituto per l'Arte Musicale "Oleksandr Čunichin" ha presentato un reclamo formale sul processo di selezione al presidente ucraino Viktor Juščenko, citando la scarsa professionalità della giuria d'esperti e, presumibilmente, una possibile manipolazione del televoto. È stato inoltre affermato che ai più famosi vocal coach ucraini è stato proibito di partecipare alla preparazione dei partecipanti e che la relativa selezione mancava di trasparenza, rendendo la partecipazione del pubblico puramente simbolica.
In risposta alle accuse Olena Mozhova, presidente della giuria d'esperti, ha dichiarato che la giuria ha lavorato in modo trasparente e i loro voti sono stati documentati e certificati da un notaio statale.
Dopo la vittoria di Tina Karol' alla selezione, il pubblico ho posto pesanti critiche riguardo al brano I Am Your Queen, che è stato accusato di essere troppo simile al brano My Number One di Helena Paparizou, brano vincitore dell'Eurovision Song Contest 2005. In risposta a ciò NTU ha confermato che la canzone avrebbe subito modifiche significative in occasione della manifestazione europea. Nell'aprile 2006 è stata presentata la nuova versione del brano che, per l'occasione, è stato ribattezzato come Show Me Your Love.